# Lanjarón (agua)
Lanjarón es una marca de agua mineral natural propiedad de Aguas Danone, SA (empresa francesa del Grupo Danone), que procede del manantial Salud en Lanjarón en el macizo de Sierra Nevada, de la provincia de Granada, en la comunidad autónoma de Andalucía, España, donde también es envasada.
El agua Lanjarón es de mineralización muy débil.

## Características
Las diferentes aguas se diferencian entre sí por su origen. Las características más destacadas de esta agua son: su mineralización muy débil (188 mg/L) de residuo seco, el PH ácido y el bajo contenido en sodio, apenas 6,8 mg/L. Contiene además una pequeña cantidad de litio (0,01 mg/L).
La facies hidroquímica dominante es bicarbonatada cálcica, con un contenido relativamente reducido del resto de iones mayoritarios. El contenido en especies nitrogenadas es bajo, estando todo el nitrógeno en forma de nitratos. El diagrama de estabilidad muestra que se trata de un agua con gran capacidad de disolución de los minerales estudiados.

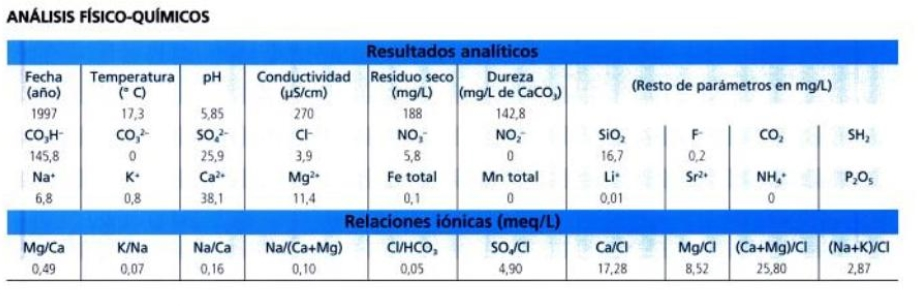
Análisis físico-químico del agua de Lanjarón.

## Historia
Las fuentes o manantiales de Lanjarón fueron descubiertos a finales del siglo XVIII. En esa época, gentes tanto de Granada como de otros orígenes se desplazaban a Lanjarón a tomar sus aguas. Sin embargo, la historia del agua Lanjarón comienza en 1818: cuando se produce la declaración de agua mineromedicinal en seis manantiales[cita requerida] del pueblo de Lanjarón, entre ellos el Manantial Salud. Este manantial fue escogido para el Agua Mineral Natural Lanjarón porque los distintos agüistas, personas que acudían al Balneario de Lanjarón a tomar sus aguas, deseaban continuar disfrutando de sus beneficios cuando regresaban a sus hogares. Esta es la razón por la que a partir de 1830 comienza el envasado de las distintas aguas para uso de los “agüistas” fuera de temporada. Años más tarde, en 1878, el agua de Lanjarón se presentó en la Exposición Universal de París, donde ganó la medalla de plata de su categoría. En 1950 se construyó una fábrica de envasado de vidrio. En 1982 Lanjarón pasa de envasar en PVC a ser la primera marca en envasar el Agua Mineral Natural en PET: un material que mantiene las cualidades del agua intactas desde su origen.
El 26 de junio del 2006 se hizo pública la fusión por absorción de Aguas de Lanjarón, S.A. por Font Vella S.A., pasando a crearse la sociedad Aguas Font Vella y Lanjarón, S.A., con sede en Barcelona. En 2016 cambió su razón social por Aguas Danone, SA.
En 2009 Lanjarón se adhirió al proyecto "Monte del Siglo XXI"  en el marco de su proyecto de responsabilidad corporativa "Compromiso con los Parques". La iniciativa "Monte del Siglo XXI" nació en 2005 a raíz del incendio forestal en septiembre del mismo año que afectó a 3.425 hectáreas del parque natural y Nacional de Sierra Nevada.

### Cronograma de la historia del agua Lanjarón
- 1764: Comienza el uso regular de los manantiales de Lanjarón.[4]
- 1818: Lanjarón cuenta con seis manantiales declarados mineromedicinales: Capilla San Vicente, Salud, Salud II,  Salado, Agria del Río y Capuchina[cita requerida]
- 1830: Comienza el envasado de las distintas aguas para uso de los agüistas fuera de temporada.[4]
- 1878: El agua de Lanjarón Gana la medalla de plata de su categoría en la Exposición Universal de París.[4]
- 1950: Se construye una fábrica de envasado.[4]
- 1967: Se constituye la sociedad Aguas y Balneario de Lanjarón, S.A.[4]
- 1982: Lanjarón pasa de PVC a PET el envasado de su agua mineral natural.[4]
- 1990: Construcción de la actual planta de Fuenteaporta.[4]
- 1993: Aguas de Lanjarón se integra en el Grupo BSN, desde 1994 Grupo Danone.[4]
- 2005: Venta del Balneario de Lanjarón.[4]
- 2011: Lanjarón lanza el primer envase con un 20% de plástico de origen vegetal.[4]
- 2015: Lanjarón incorpora en toda su gama al menos un 15% de PET reciclado.[4]

## Origen del agua
El Espacio Natural de Sierra Nevada se extiende sobre las provincias de Granada y Almería. Fue declarado Reserva de la Biosfera por la UNESCO en 1986.

## Premios y galardones
- Medalla de plata en su categoría en la Exposición Universal de París (1878)
- Premio Asociación de Empresas Forestales y Paisajísticas de Andalucía en la categoría de Compromiso Empresarial con el Medio Natural y el Paisaje Andaluz por el proyecto Monte del Siglo XXI (2009)[9]
- Premio Promoción del Espacio Natural de la Asociación de Empresarios de Sierra Nevada y la Confederación Granadina de Empresarios por su labor en la promoción, difusión y fomento de Sierra Nevada (2012)[10]
- Premios R de Ecoembes por el uso de materiales más sostenibles (2013).[11]
- Premios Andalucía de Medio Ambiente a la trayectoria medioambiental (2013).[9]
- Premio Proceso para el Desarrollo Sostenible, en la categoría Gran Empresa de los Premios Europeos de Medio Ambiente, por el uso de materiales más sostenibles (2014).[12]